# Spilodiscus skelleyi
Spilodiscus skelleyi är en skalbaggsart som beskrevs av Michael S. Caterino och Kovarik 2001. Spilodiscus skelleyi ingår i släktet Spilodiscus och familjen stumpbaggar. Inga underarter finns listade i Catalogue of Life.